# Fritz Noether
Fritz Alexander Ernst Noether (Erlangen, 7 de outubro de 1884 – Oriol, 10 de setembro de 1941), foi um matemático alemão, irmão da famosa matemática Emmy Noether.

## Biografia
Fritz nasceu em 7 de outubro de 1884, filho do proeminente matemático e professor da Universidade de Erlangen, Max Noether e de sua esposa, Ida Amalia Kaufmann. A família de origem judaica vivia em Erlangen, onde Max lecionava. Fritz era o segundo de quatro irmãos, sendo Emmy sua irmã mais velha. Entrou no ensino fundamental em maio de 1890, onde estudou por quatro anos. No inverno de 1894, começou os estudos do ensino médio no colégio de Erlangen e em julho de 1903, passou nos exames admissionais para a universidade.

## Carreira
Na época de sua admissão, no entanto, era obrigatório que jovens alemães passassem um ano no serviço militar antes de iniciar seus estudos na universidade. Assim, Fritz começou seus estudos apenas no inverno de 1904-1905, na Universidade de Erlangen, com ênfase em matemática e física. Foram cinco semestres, tendo aulas com Paul Gordan, Max Noether, Eilhard Wiedemann (1852-1928), Rudolf Reiger (1877-1943), Emil Hilb, Ernst Fischer, Kurt Hensel, Hans Lenk (1863-1938) e Hermann Leser (1873-1937). Teve também aulas de geologia e astronomia.
Fritz obteve seu doutorado em 1909, em matemática, com a tese Über rollende Bewegung einer Kugel auf Rotationsflächen (Sobre o movimento de rotação de uma esfera em superfícies de revolução). A tese, que fornece equações diferenciais para as condições de Bohr, entre outros, foi publicada no Annalen der Physik no ano seguinte. Sua importância pode ser vista pelo fato de que uma tradução russa sobre a questão da cinemática de um corpo absolutamente rígido na teoria da relatividade foi feita por L.Z. Ponizovskii e publicada em 1980.
Fritz começou seu pós-doutorado na Universidade de Göttingen logo após o doutorado. Em 1911, dois anos depois, ele se mudou para Karlsruhe, onde foi indicado como assistente de Karl Heun, no Technische Hochschule (Instituto de Tecnologia). Karl foi indicado com professora de mecânica teórica em 1902 e teve vários assistentes que se tornaram proeminentes matemáticos, como Max Winkelmann. No verão de 1911, ele submeteu uma tese de aplicação para docência, intitulada Über den Gültigkeitsbereich der Stokesschen Widerstandsformel (Sobre o âmbito de aplicação da fórmula de resistência da Lei de Stokes), tendo sido publicada no Zeitschrift für Mathematik und Physik em 1912.
Em dezembro de 1911, Fritz se casou com Regina Maria Würth (1882-1935), filha de um oficial da alfândega, da comunidade judaica de Randegg/Baden, na fronteira da Alemanha com a Suíça. O casal teve dois filhos, Hermann Dietrich Alexander Noether (1912-2007) e Gottfried Emanuel Noether (1915-1991), que também foi matemático.

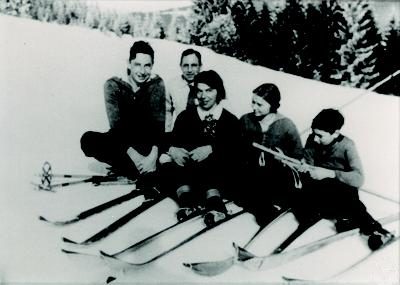
Da esquerda para a direita: Herrmann, Fritz, e Regine Noether, Lotte e Gottfried Heisig; cerca de 1930/1 em Riesengebirge.

## Primeira Guerra Mundial
Nos anos seguintes, Fritz publicaria diversos artigos nas áreas de física e matemática, mas o início da Primeira Guerra Mundial o obrigou a parar seus estudos no verão de 1914. No começo da guerra, Fritz serviu no fronte alemão, mas após ser ferido em combate, foi enviado para uma instituição balística para conduzir pesquisas em aprimoramento de armas.
Com o fim da guerra, em 1918, Fritz retornou ao Instituto de Tecnologia de Karlsruhe, onde foi promovido a professor titular. Em 1921, tirou uma licença sabática para trabalhar na Siemens, em Berlim. Em 1922, ele foi indicado para a segunda cadeira no departamento de mecânica e matemática da Universidade de Breslau.

## Segunda Guerra Mundial
Em 30 de janeiro de 1933, Adolf Hitler chegou ao poder como chanceler e em 7 de abril do mesmo ano a Lei de Serviço Civil removeu professores judeus de todas as universidades, atingindo todos os segmentos da sociedade além da educação. Os civis que não tinham ascendência ariana foram exonerados. Uma cláusula, porém, impedia a exoneração daqueles que tinham servido na Primeira Guerra Mundial. Fritz tinha servido, sido ferido e ganhado uma condecoração por seu serviço, podendo assim permanecer em seu cargo como mandava a lei.
Entretanto, um grupo de estudantes reclamou ao reitor da Universidade de Breslau sobre a presença de Fritz "contrariar o princípio da sociedade ariana", em 26 de abril de 1933. Eles sugeriram que um judeu nunca trabalharia em favor do interesse nacional. Fritz tentou protestar, mas decidiu se afastar da universidade, na esperança que seu afastamento acalmasse os ânimos. Em 25 de agosto, os alunos registraram uma nova reclamação contra ele, acusando-o de ter visões políticas esquerdistas, de ativamente apoiar a Liga dos Direitos humanos, entre outros "crimes". A seção 4 da lei nazista autorizava a demissão de qualquer um que se opusesse ao interesse nacional.
Fritz tentou mais uma vez se defender, mas devido à resistência da reitoria e dos estudantes, ele tentou se valer da mesma lei, cujo artigo 5 autorizava transferência de função, o que lhe garantia ao menos um salário e uma reputação. A irmã de Fritz, Emmy Noether, sofrendo a aplicação da mesma lei, foi demitida da Universidade de Göttingen e ela acabou emigrando para os Estados Unidos. Fritz optou por ir para a União Soviética, pois admirava os ideais de Lenin.
Fritz emigrou para a União Soviética, em 1933, e foi indicado como professor no Instituto de Matemática e Mecânica da Universidade Estatal de Tomsk. Sua irmã Emmy Noether morreria em abril de 1935 e em 5 de setembro do mesmo ano, Pavel Alexandrov lhe faria um memorial na Sociedade Matemática de Moscou, chamando-a de "a maior matemática de todos os tempos". Fritz foi apresentado em Moscou como convidado de honra e ficou como depositário dos artigos de Emmy.
Em julho de 1936, ele participou do Congresso Internacional de Matemática, em Oslo, tendo sido o único representante da União Soviética a apresentar um artigo no evento. Fritz emigrou com a família, mas sua esposa entrou em depressão e voltou para Alemanha ainda em 1935, vindo a falecer pouco depois, tendo sido enterrada em Ortenberg. Os dois filhos do casal ficaram com o pai em Tomsk.

## Desaparecimento e morte
Os dois filhos de Fritz foram deportados da URSS após a prisão do pai, em 22 de novembro de 1937, conseguindo abrigo na Suécia. Por um longo tempo, os dois tentaram obter informações sobre o destino do pai com as autoridades soviéticas, até que em 12 de maio de 1989, eles receberam uma carta de Andrei Parastaev, primeiro secretário da embaixada da União Soviética em Washington, D.C., onde os irmãos moravam.
Em 23 de novembro de 1939, o professor Fritz foi condenado por, alegadamente, espionar o país para a Alemanha e cometer atos de sabotagem. Ele foi sentenciado a 25 anos de prisão em Novosibirsk em 13 de outubro de 1938, tendo todos os seus bens confiscados. Fritz foi transferido várias vezes, até que em 8 de setembro de 1941, o Colégio Militar da Suprema Corte sentenciou Fritz à morte por supostamente fomentar um levante anti-regime. Ele foi executado com um tiro na cabeça em Oriol, em 10 de setembro de 1941, com apenas 56 anos e seu túmulo ainda é desconhecido.
A Suprema Corte passou um decreto em 22 de dezembro de 1988, em que concluía que Fritz Noether foi acusado sem provas e anularam a sentença, restituindo sua cidadania e direitos. Os testemunhos que teriam comprovado sua culpa eram falsos. O Pacto Molotov-Ribbentrop de não-agressão entre Alemanha e União Soviética foi assinado em 23 de agosto de 1939 e teria restituído a reputação de Fritz, mas ele perdeu a cidadania alemã por decreto nazista. É provável que ele tenha sido um bode expiatório na União Soviética, já que a Alemanha quebrou o tratado e invadiu o país em 22 de junho de 1941.

## Legado
A principal contribuição de Noether para a ciência foi a sua crítica a alguns dos resultados de Werner Heisenberg, que foram evidenciados apenas décadas mais tarde. Ele também publicou alguns trabalhos sobre os problemas de turbulência, apresentando assim uma abordagem matemática. Seu interesse particular era a origem do fluxo turbulento, como foi investigado experimentalmente por colegas como Ludwig Schiller (1882-1961). Ele também investigou os domínios de definição das fórmulas de resistência relacionadas com a queda de esferas em um fluido viscoso, como investigado pela primeira vez por George Gabriel Stokes (1819-1903). Em 1931, Noether apresentou um capítulo sobre a investigação das equações de Navier-Stokes.
Como não se sabe onde seu corpo foi enterrado, hoje existe uma placa ao lado do túmulo da esposa, na Alemanha.